# Laurence Whiteley
Pour les articles homonymes, voir Whiteley.
Laurence Whiteley, né le 29 août 1991 à Scarborough (Royaume-Uni), est un rameur d'aviron handisport britannique, détenteur d'un titre de champion du monde, champion paralympique à Rio de Janeiro en 2016 et à Tokyo en 2020.